# Ibn Shuhayd
Ibn Shuhayd, pseudonimo di Āmir Abu Ahmed Ibn al-Shuhayd'Ashja'î (in arabo أبو عامر أحمد إبن شهيد الأشجعي‎?; Cordova, 992 – 1035), è stato un poeta arabo della Spagna dell'XI secolo.
Appartenente a un importante ramo aristocratico, legato direttamente alla dinastia del califfato omayyade, egli è figlio del ministro incaricato direttamente dal politico e comandante militare Almanzor. Si è occupato di poesia aulica, al servizio dei califfi di Córdoba, ma sperimentò anche diversi generi della poesia araba, come l'elegia, la satira, il poema bacchico e il poema descrittivo. La sua opera principale è Risālat al-tawābi' wa-l-zawābi (Epistola dei geni), spesso messa in parallelo dalla critica letteraria con la Divina Commedia di Dante Alighieri.

## Biografia
Ibn Shuhayd appartenne a una famiglia di alto lignaggio che poteva vantare un titolo aristocratico di antica origine. Grazie ai suoi nobili natali, egli ebbe a disposizione una valida istruzione fin dalla prima giovinezza, avendo libero accesso alla corte del califfo Abd al-Raḥmān v al-Mustaẓhir e poi a quella di Hisham II, insieme a un altro influente letterato suo contemporaneo, Ibn Hazm. Successivamente, ottenne anche la carica di visir, come già i suoi antenati.
Il contesto storico in cui crebbe e si formò vide la caduta di Abd al-Rahman Sanchuelo, ultimo regnante della linea Amiridi (1009), da cui poi la situazione precipitò in un lungo periodo di instabilità e guerre civili fino alla dissoluzione del califfato nel 1031.
L'immagine restituita dalle fonti è quella di un personaggio marcatamente ancorato a un pensiero pessimistico, ma allo stesso tempo irriverente ed eclettico che, oltre a sperimentare liberamente con i generi poetici a sua disposizione, utilizzò la sua attività per delle invettive personali contro i propri nemici, attaccati dai suoi versi poetici. Nonostante la sua morte prematura (morì infatti ad appena 43 anni)  egli si impose sullo scenario artistico-letterario del tempo come uno dei principali poeti, sicuramente la voce più direttamente personale di Còrdoba.
Colpito da una forma grave di emiparesi, probabilmente un'emiplegia, all'età di 43 anni fu costretto a letto nei suoi ultimi giorni e si spense lasciando in eredità ai posteri i suoi versi più intimistici.

## Pensiero
A partire dai suoi stessi versi, l'immagine che Ibn Shuhayd offre è quella di un personaggio dissoluto, pessimista della vita e che, per questo, preferisce abbandonarsi ai piaceri contingenti: uno su tutti, il vino. Quest'abitudine, avvertita nel mondo musulmano come aberrante, fu uno degli elementi che lo avvicinò alle comunità cristiane, più libere nella frequentazione di queste usanze. Nonostante questi contatti interculturali, però, egli affidò ad alcune delle sue lettere dei giudizi molto pesanti sia sui cristiani che sugli ebrei, così che la sua posizione di vicinanza o meno a questi gruppi etnico-religiosi risulta ambigua e fumosa. Fu molto criticato anche per la sua condotta infedele e lussuriosa, tanto da essere considerato troppo lontano dai precetti islamici e da meritare così una condanna che dovette scontare in carcere: una punizione che egli interpretò come rivolta contro il suo diritto stesso di felicità.

## Opere
La tradizione che ci ha restituito le tracce delle opere di Ibn Shuhayd risulta frammentaria e consiste perlopiù di citazioni indirette. Tra i titoli principali citati da Ibn Khallikan, autore di un dizionario biografico intitolato Wafayāt al-aʿyān wa-anbāʾ abnāʾ al-zamān وفيات الأعيان وأنباء أبناء الزمان (Dipartite di uomini illustri e storia dei figli dell'epoca), troviamo:
- La rivelazione del problema e la chiarificazione del dubbio (كشف الدك وإيضاح الشك);
- La bottega di Attar (حانوت عطار);
- Epistola ai discepoli e alle tempeste (رسالة التوابع والزوابع)[10].

Possiamo consultare dei frammenti anche di un poema scritto in distici elegiaci e intitolato Alā bāb al-yahūd (Alla porta degli Ebrei), grazie ad alcune citazioni di Al-Fath ibn Khaqan (al-Andalus), autore di un'antologia, e dello storico Al-Maqqari. La sua opera principale Risālat al-tawābi' wa-l-zawābi (Epistola dei geni) è tramandata, invece, tramite i versi riportati dall'amico e letterato Ibn Hazm e tramite il contributo di Ibn Bassam che ne volle la pubblicazione.

## Risālat al-tawābi' wa-l-zawābi[12]
Composta tra il 1013 e il 1017, l'opera è considerata la più importante dell'autore e consiste in uno scritto in forma epistolare con cui il poeta si dedica a un'ironica e parodistica autodifesa contro le accuse di plagio mosse proprio da Abu Bakr ibn Hazm. Per la sua strutturazione in forma di viaggio allegorico, che ha come protagonista l'autore stesso, è stato messo in correlazione con l'impianto di impronta dantesca che rinvia direttamente alla struttura della Divina Commedia. Oltre ai tratti comuni condivisi dalle loro opere, anche alcune vicende del loro vissuto personale avvicinano strettamente i due autori, come la condanna politica e l'invettiva letteraria contro i propri avversari. La stessa tematica è affrontata nel mondo musulmano anche da Al-Ma'arri, che potrebbe essere stato influenzato a sua volta dall'opera di Ibn Shuhayd. La tradizione dell'opera è frammentaria ed è stata preservata nell'opera antologica Al-Dhakhira fi mahasin ahl al-Jazira  di Ibn Bassam. La sua pubblicazione è attribuita a Butru el Bustani che ne decise anche l'impianto strutturale e la suddivisione interna.

### Trama
Il testo è diviso in quattro capitoli, preceduti da un'introduzione generale; ognuno di questi è dedicato a un differente jinn (genio) correlato a uno scenario specifico: il primo è il custode-protettore dei poeti, cui segue quello degli scrittori, chiamato kuttāb, mentre gli ultimi due sono quello dei critici e il jinn animale. Il poeta stesso si inserisce nell'opera, rappresentandosi in visita a ognuno di loro con la compagnia di un proprio spirito guida, la musa poetica, chiamata Zuhayr: il suo jinn ha il compito di portarlo fino alla Valle dei Jinn.
All'inizio del suo viaggio, definito come "iniziatico", l'autore protagonista deve mettere alla prova le sue abilità poetico letterarie contro le maggiori figure di influenza della propria produzione, arrivando a partecipare a una sorta di assemblea (majlis) a tema letterario e a ricoprire il ruolo di giudice in una gara di poesia tra asini e muli: l'intento è chiaramente sarcastico e parodico e la chiave di lettura sembra essere quella di identificare questi animali come il jinn dei suoi contemporanei e rivali.
Il viaggio, in cui serpeggia costantemente lo spirito critico e ironico dell'invettiva di Ibn Shuhayd, si presenta come un'allegoria di tutte le difficoltà che si trovano sul cammino della carriera poetica e artistica del suo tempo e non solo. Già dall'introduzione egli ne offre un elenco, a partire dall'accusa di plagio cui risponde scrivendo che effettivamente la sua opera è troppo alta per averla composta da solo e infatti rivela, ironizzando, di essere stato aiutato dal suo jinn Zuhayr. Racconta poi di aver sofferto del blocco dello scrittore curato da una visione apparsagli all'improvviso: un cavaliere su un cavallo nero gli ha suggerito i versi mancanti, da lui identificato con Zuhayr ibn Numayr della tribù Banu Ashjaʿ (ovvero la tribù di origine della famiglia di Ibn Shuhayd stesso, inclusa nella confederazione di tribù Ghaṭafān).

### Stile
Il poema Al-Andalusi Risālat al-tawābi' wa-l-zawābi è connotato da una forte sperimentazione stilistica che può essere ben esemplifica dall'analisi dei versi pronunciati dal Zuhayr ibn Numayr come formula che il poeta può usare per chiamarlo in caso di necessità.
I versi sono caratterizzati da una irregolarità metrica fin dal primo piede del primo verso. A livello testuale, lo schema impiegato è quello del nasīb, ovvero un preludio che segnala l'apertura del classico componimento arabo del qaṣīda (una forma di ode), indirizzata con toni amorosi a un'interlocutrice di nome Azza. In ogni verso il poeta gioca con le forme del verbo dhakara, il cui significato spazia in un'ampia sfera semantica (può essere tradotto come "ricordare", "venire in mente", "menzionare", "nominare"), con l'intento di segnalare l'obbiettivo della formula. Viene impiegato anche il femminile plurale dhākirāt in riferimento alle donne che ricordano o richiamano Zuhahyr; mentre al secondo verso viene utilizzato il nome derivato dalla stessa radice, dhikr, in riferimento alla menzione del nome dell'amata che ha la capacità di evocare la sua presenza sotto forma di un bacio: l'immagine gioca abilmente con il meccanismo della metonimia sostituendo alla donna amata il bacio.
Risultando un'opera di critica metaletteraria, il poema si inserisce anche per il suo contenuto nella tradizione stilistica del genere del maqam.

### Successive influenze
Altri autori, nel panorama della poesia araba e non solo, seguirono il modello dell'opera di Ibn Shuhayd traendone ispirazione:
- Ebu Hafs Ibn Suheyd (444/1052),[18] che utilizza lo stesso spunto dell'Epistola dei geni per inserire anche degli animali ben caratterizzati come personaggi della sua prosa;
- Ebu Mohammad Ibn Süfyan (516/1122?), che sfruttò il tema del viaggio ultraterreno;
- Al-Ma'arri (973-1058), che potrebbe aver subito o esercitato un'influenza rispetto all'opera di Ibn Shuhayd, essendo molto vicine le loro date di vita e produzione letteraria. Scrisse l'Epistola del perdono (Risālat al-ghufrān), un racconto in prosa semplice e rimata alternata a versi ambientata nell'aldilà: secondo Miguel Asín Palacios questa dovrebbe essere stata la fonte primaria dal mondo arabo a portata di Dante.
- La Fontaine (1601-1695), autore di celebri favole con personaggi animali come protagonisti.